# 文学史 (1503年)
文学史上的1503年发生了许多事件，本条目撷取其中部分罗列如下：

## 事件
- 8月8日：苏格兰詹姆斯四世与玛格丽特·都铎在爱丁堡结婚，可能是詹姆斯四世的一小时（英语：Hours of James IV of Scotland）的创作缘由[[1]。
- 未知日期
  - 托马斯·肯皮斯的师主篇的英文译文出版[2]
  - 欧里庇得斯的悲喜剧（Tragoediae）出版[3]。

## 书籍
- 馬基雅維利
  - A Description of the Manner in which Duke Valentino put Vitellozzo Vitelli, Oliverotto da Fermo, Lord Pagola and the Duke of Gravina to Death（Descrizione del modo tenuto dal Duca Valentino nello ammazzare Vitellozzo Vitelli, Oliverotto da Fermo, il Signor Pagolo e il duca di Gravina Orsini）[4]
  - On the method of dealing with the Rebellious Peoples of Valdichiana（英语：On the method of dealing with the Rebellious Peoples of Valdichiana）（el modo di trattare i popoli della Valdichiana ribellati）

## 诗歌
- 威廉·邓巴（英语：William Dunbar）：The Thrissil and the Rois（英语：The Thrissil and the Rois）[5]
- 让·勒迈尔·德·贝尔热 ：'La Plainte du Désiré[6]
- 罗宾汉与波特（英语：Robin Hood and the Potter）谣曲[7]

## 诞生
- 6月28日：喬瓦尼·德拉·卡薩，意大利作家、神职人员（1556年逝世）
- 11月17日：布龙齐诺，意大利佛罗伦萨风格主义画家（1572年逝世）
- 12月14日或21日：諾斯特拉達穆斯，法国籍犹太裔预言家（1566年逝世）
- 未知日期
  - 罗伯特·司提反，法国印刷家（1559年逝世）
  - 乌尔塔多·德·门多萨，西班牙诗人、小说家、历史学家和外交官（1575年逝世）
  - 托马斯·怀亚特，英国政治家，外交家和抒情诗人（1542年逝世）[8]